# Smelowskia borealis
Smelowskia borealis là một loài thực vật có hoa trong họ Cải. Loài này được (Greene) W.H. Drury & Rollins miêu tả khoa học đầu tiên năm 1952.